# Amanti (film 1968)
Amanti è un film del 1968 diretto da Vittorio De Sica.

## Trama
Julia è una donna americana affetta da un tumore maligno e consapevole di dover morire ben presto. Di fronte all'inesorabilità della sua condizione decide di trascorrere i suoi ultimi giorni in Italia, prima del suo ricovero in ospedale. Julia si appresta a compiere l'ultimo viaggio nella residenza di una sua amica marchesa a Legnaro, nel Veneto. Appena arrivata nella lussuosa villa, riconosce in un programma televisivo, un uomo che ricorda di aver conosciuto tempo prima in aeroporto, durante uno dei suoi precedenti viaggi in Italia.  L'uomo, infatuato di lei, le aveva lasciato il proprio numero di telefono.
Valerio è un ingegnere, sposato non felicemente. Julia propone a quest'ultimo di passare due giorni insieme. I due si innamorano vivendo così momenti di passione e struggimento. I due amanti passano giornate di felicità e di giocosi scherzi romantici in una baita a Cortina d’Ampezzo (Dolomiti). La donna, però, nasconde a Valerio la propria condizione di salute, per non rovinare i loro momenti felici e soprattutto per non ricevere pietà da lui. 
Un giorno, però, dopo aver trascorso una passionale notte d'amore, Valerio apprende accidentalmente da un'amica di Julia del male incurabile di lei, e del pochissimo tempo che le rimane da vivere.
Dopo un primo momento di doloroso smarrimento e un confronto tra i due, Valerio decide di non abbandonare Julia e di restarle accanto in ogni momento.

## Produzione
Il film è stato girato a Maser, in provincia di Treviso, nella villa Barbaro. Altre scene sono state girate ad Asolo e Caorle, oltre che a Cortina d'Ampezzo. Il circuito di Formula Uno è quello di Monza.
Faye Dunaway e Marcello Mastroianni, dopo essersi conosciuti sul set di Amanti, hanno avuto una relazione dal 1968 al 1970.
L'automobile della coppia è una Fiat 124 Sport Spider; quella che usano a Cortina è una Fiat Campagnola.
L'aereo che fa servizio tra Cortina e Milano è un Pilatus PC-6.

## Distribuzione
Il 19 dicembre 1968 venne distribuito in Italia. In Francia il 17 settembre 1969.

## Critica
Nonostante i grandi nomi coinvolti, nel 1978 il film venne inserito nella lista dei 50 peggiori film di sempre nel libro The Fifty Worst Films of All Time.